# Ahmad Band
Ahmad Band is een rockband uit Indonesië. Dit was een project van de voorman van Dewa 19, Ahmad Dhani. De band bestond uit
- Ahmad Dhani, keyboard, gitaar en zang
- Andra Ramadhan, gitaar
- Pay Siburian, gitaar
- Bongky, basgitaar
- Bimo Sulaksono, drums

Ahmad Band heeft één album uitgebracht in 1998, Ideologi Sikap Otak, wat 'ideologie van de hersenen' betekent. Het album bevatte 11 nummers. Het album is tegenwoordig een zeldzaam collector's item geworden omdat het niet meer gedrukt wordt. Wel wordt de muziek nog verkocht in de iTunes-store.
1. Distorsi
2. Dimensi
3. Bidadari di Kesunyian
4. Sudah
5. Dunia Lelaki
6. Rahasia
7. Impotent
8. Aku Cinta Kau dan Dia
9. Interupsi
10. Gairah Tak Biasa
11. Ode Buat Extrimist

## Trivia
- Het grootste succes werd behaald met het nummer 'Distorsi'.
- Het nummer 'Aku cinta kau dan dia' wordt tegenwoordig[(sinds) wanneer?] regelmatig gecoverd.